# Super video graphics array

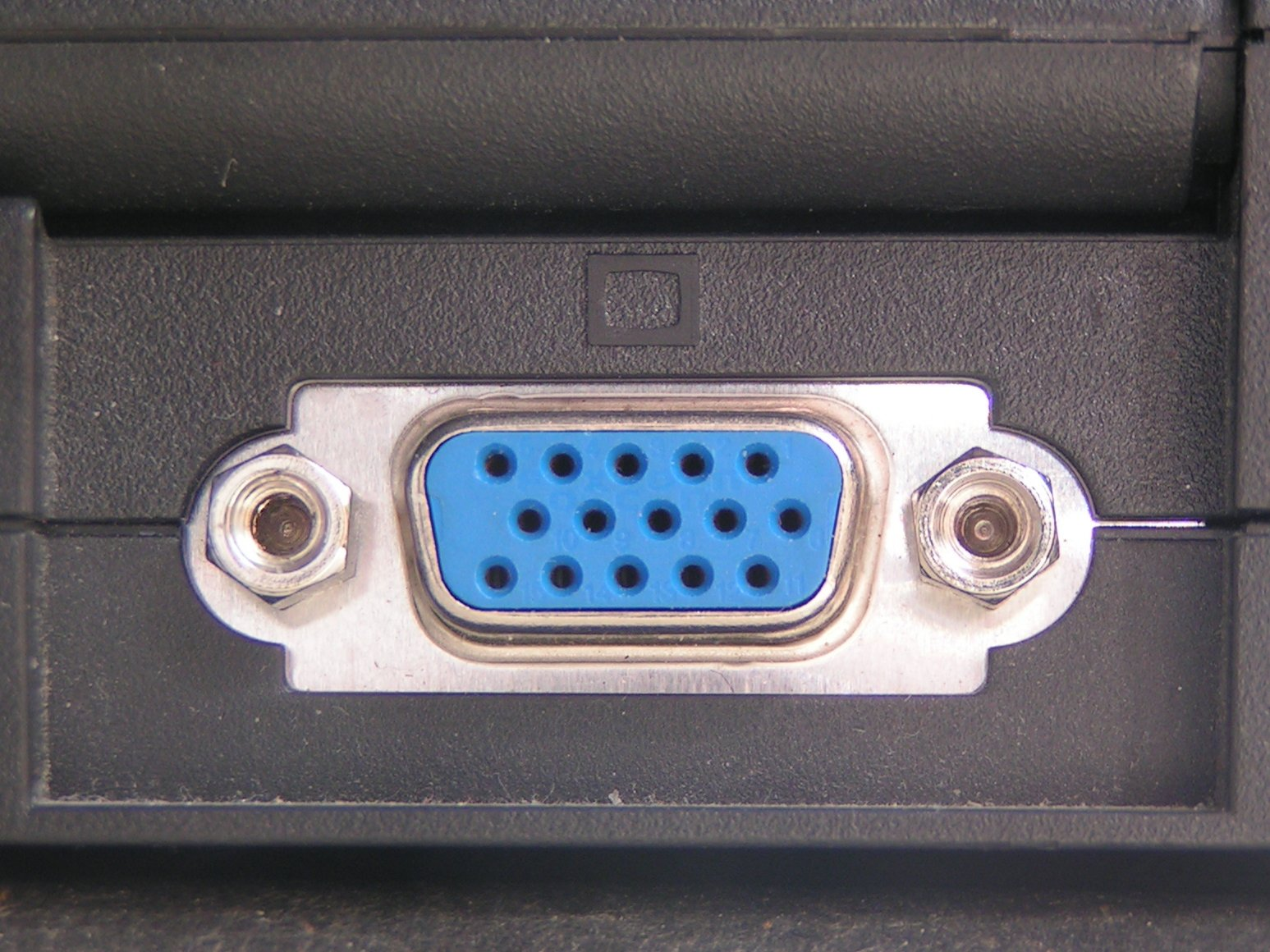
SVGA-aansluiting

Super video graphics array, Super VGA of SVGA is een grafische standaard om computermonitoren aan te sturen.
De SVGA-standaard werd ontwikkeld door VESA, een consortium van monitorfabrikanten.
Zoals de naam doet uitschijnen is de SVGA-standaard de opvolger van VGA. SVGA biedt een hogere beeldschermresolutie dan VGA. Zo kan SVGA 800×600 beeldpunten weergeven in de beeldverhouding 4:3. Verder is de kleurdiepte bij SVGA ook uitgebreid tot 16 miljoen kleuren.
Deze afkorting wordt tegenwoordig zo goed als altijd gebruikt om aan te geven dat het om een resolutie van 800×600 pixels gaat.
CGA ·
EGA ·
XGA ·
Hercules ·
MDA ·
MCGA ·
QVGA ·
SVGA ·
SXGA ·
UXGA ·
VGA ·
WXGA